# Lijst van burgemeesters van Westerlee
Dit is een lijst van burgemeesters van de voormalige Nederlandse gemeente Westerlee in de provincie Groningen. Op 1 augustus 1821 werd deze gemeente opgeheven en bij de gemeente Scheemda gevoegd.
| Ambtsperiode | Naam burgemeester  | Partij of stroming | Bijzonderheden           |
| ------------ | ------------------ | ------------------ | ------------------------ |
| 1812 - 1821  | Ritzo Hajes Ritzes |                    | maire, vanaf 1814 schout |